# El Verdaguer (Santa Cecília de Voltregà)
El Verdaguer és una masia de Santa Cecília de Voltregà (Osona) protegida com a Bé Cultural d'Interès Local.

## Descripció
La masia del Verdaguer està situada al sud-est del nucli de Santa Cecília de Voltregà. Es tracta d'un mas format per dos cossos de planta rectangular units per un dels costats. El cos situat a l'extrem nord té coberta de doble vessant de teula àrab amb carener perpendicular a la façana. D'altra part, el cos situar a l'extrem sud té coberta de quatre aiguavessos de teula àrab. A l'entorn d'aquests dos cossos que conformen la masia s'observen diverses construccions auxiliars dedicades als treballs agraris.
El cos més antic de la masia és de dimensions majors i està situat a l'extrem nord, en alçada consta de planta baixa, primer pis i golfes. La façana s'orienta a nord-est i destaca la porta principal rectangular amb llinda i brancals de carreus. El cos més modern està situat a l'extrem sud-est i en alçada consta de planta baixa, primer pis i golfes. La façana s'orienta també a nord-est i la porta principal és d'arc de mig punt amb marc de pedra. A banda i banda hi ha dues finestres d'arc de mig punt amb marc i ampit de pedra. Al centre del primer pis s'observa un balcó amb finestra geminada d'arc de mig punt i marc de pedra. Al costat dret del primer pis hi ha dos grans finestrals quadrats amb llinda i ampit de pedra, al costat esquerre s'observen dues finestres rectangulars de dimensions menors separades per una columna. A les golfes hi ha tres parells de finestres geminades.

## Història
La primera notícia del mas Verdaguer data de 1340 (segle xiv), es tracta d'una lletra dirigida al batlle de Sant Hipòlit on s'esmenta la propietat.